# The Dream Chapter: Magic
The Dream Chapter: Magic è il primo album in studio della boy band sudcoreana TXT, pubblicato il 21 ottobre 2019.

## Descrizione
Musicalmente, l'album abbraccia una varietà di generi musicali differenti tra cui R&B, tropical house, pop acustico e hip hop. "9 and Three Quarters (Run Away)" è una traccia synth pop con un chorus rock pop e influenze new-wave, è una traccia che parla di trovare forza nei momenti sacri tra amici. "Can't We Just Leave the Monster Alive?" and "Magic Island" sono canzoni elettropop mentre "Roller Coaster" è house-pop e "Popping Star" è una traccia bubblegum pop.  Angel or Devil" è traccia bouncy hip hop mentre "20cm" è una ballata R&B.

## Tracce
1. New Rules – 2:54 (Supreme Boi, EL CAPITXN, Daniel Caesar, Ludwig Lindell, Jordan “DJ Swivel” Young, Candace Nicole Sosa, Max Lynedoch Graham, Matt Thomson, Wilhelm Börjesson, danke)
2. 9 and Three Quarters (Run Away) (9와 4분의 3 승강장에서 너를 기다려) – 3:31 ("hitman" bang, Supreme Boi, Slow Rabbit, Melanie Joy Fontana, Michel 'Lindgren' Schulz, Andreas Carlsson, Pauline Skött, Peter St. James)
3. Roller Coaster (간지러워/So Itchy) – 3:34 ("hitman" bang, Supreme Boi, Sam Klempner, Jacob Attwooll, Slow Rabbit, ADORA, Huening Kai, EL CAPITXN, 정바비)
4. Poppin' Star – 3:13 ("hitman" bang, Shae Jacobs, Lauren Amber Aquilina, ADORA, 정수경, 송재경)
5. Can't We Just Leave the Monster Alive? (그냥 괴물을 살려두면 안 되는 걸까) – 3:50 ("hitman" bang, Wonderkid, 신쿵, Melanie Joy Fontana, Michel 'Lindgren' Schulz, ADORA, Joni, 정수경)
6. Magic Island – 3:12 ("hitman" bang, Supreme Boi, Slow Rabbit, Peter Thomas, Jake Torrey, 송재경, Joni, GHSTLOOP)
7. 20cm – 3:37 ("hitman" bang, Supreme Boi, Jordan Kyle, 신혁, Jayrah Gibson, danke, ADORA, Hiss noise, 정바비, Joni)
8. Angel or Devil – 3:52 ("hitman" bang, Supreme Boi, Pdogg, Slow Rabbit, Melanie Joy Fontana, Michel 'Lindgren' Schulz, Peter Ibsen, Naitumela Masuku)

## Formazione
Gruppo
- Soobin – voce
- Yeonjun – voce
- Beomgyu – voce
- Taehyun – voce
- Hueningkai – voce, testo e musica (traccia 3)

## Critica
Billboard descrive l'album come complesso e vario con elementi di generi differenti, Crystal Bell, scrivendo per MTV, complimenta l'album per il suo "mix eclettico di generi" e come questo album diversifica il sound del gruppo senza perdere la loro energia. "9 and Three Quarters (Run Away)" è stata classificata come numero 2 nella lista di Dazed delle migliori canzoni kpop del 2019, Billboard la include nella sua lista delle 25 migliori canzoni kpop del 2019 scelte dai critici musicali. Anche Kultscene, BuzzFeed e South China Morning Post includono "9 and Three Quarters (Run Away)" nelle loro rispettive liste delle migliori canzoni kpop del 2019.  "Magic Island" è inserita nella lista di MTV delle migliori B-sides kpop del 2019.

## Successo commerciale
The Dream Chapter: Magic è il secondo album dei TXT che si classifica al numero 1 della classifica musicale Gaon.
Nella classifica giapponese delle vendite fisiche e digitali The Dream Chapter: Magic ha esordito all'11º posto con 5 603 esemplari.
Nel gennaio 2023, L'album è stato certificato doppio platino per aver venduto più di 500.00 copie in Corea.

## Classifiche

### Classifiche settimanali
| Classifica (2019-20) | Posizione massima |
| -------------------- | ----------------- |
| Belgio (Fiandre)     | 125               |
| Corea del Sud        | 1                 |
| Giappone             | 11                |
| Ungheria             | 31                |

### Classifiche di fine anno
| Classifica (2019) | Posizione |
| ----------------- | --------- |
| Corea del Sud     | 27        |